# Термопластавтомат

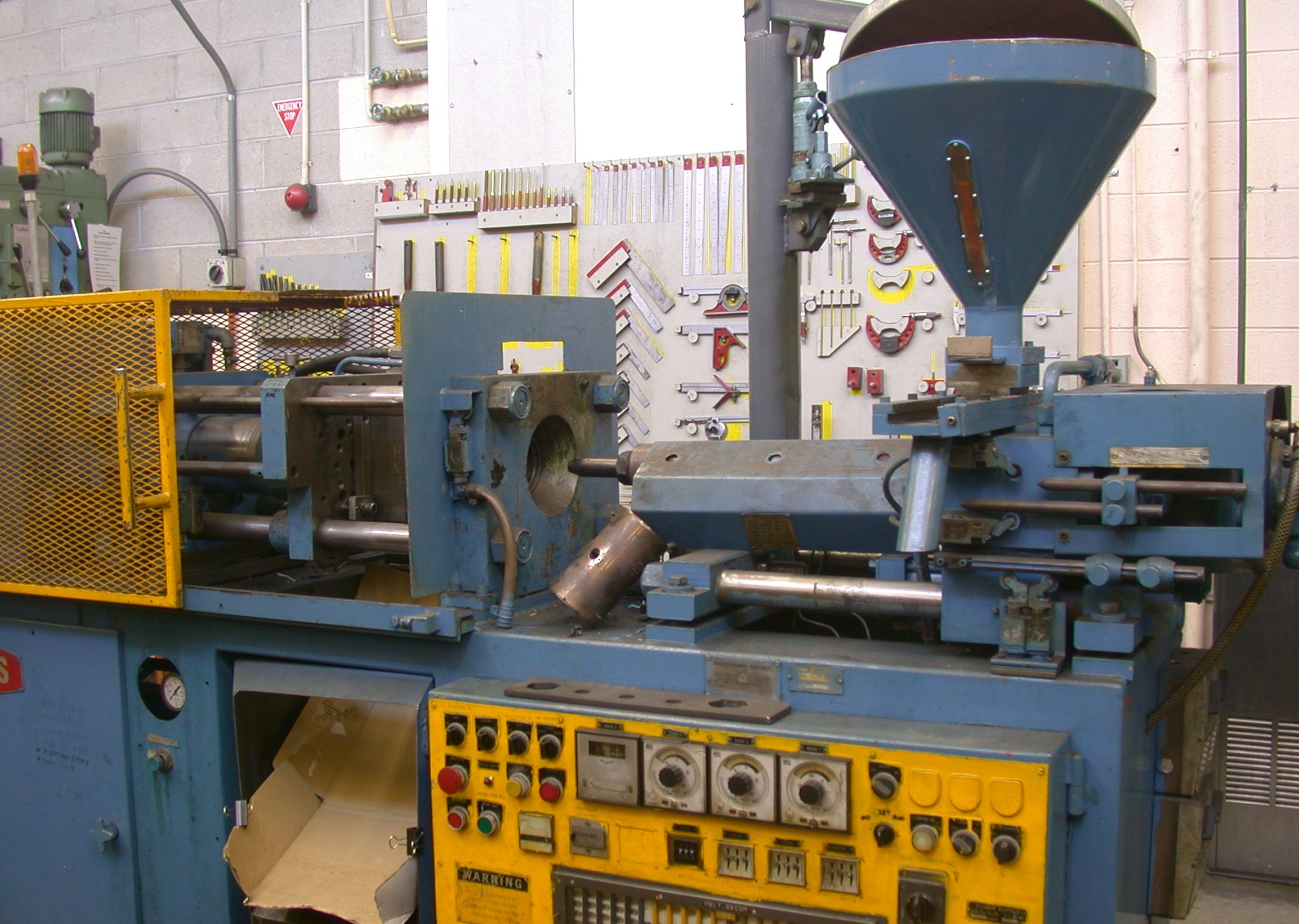
Вигляд типового термопластавтомата для лиття під тиском невеликих деталей з пластмас

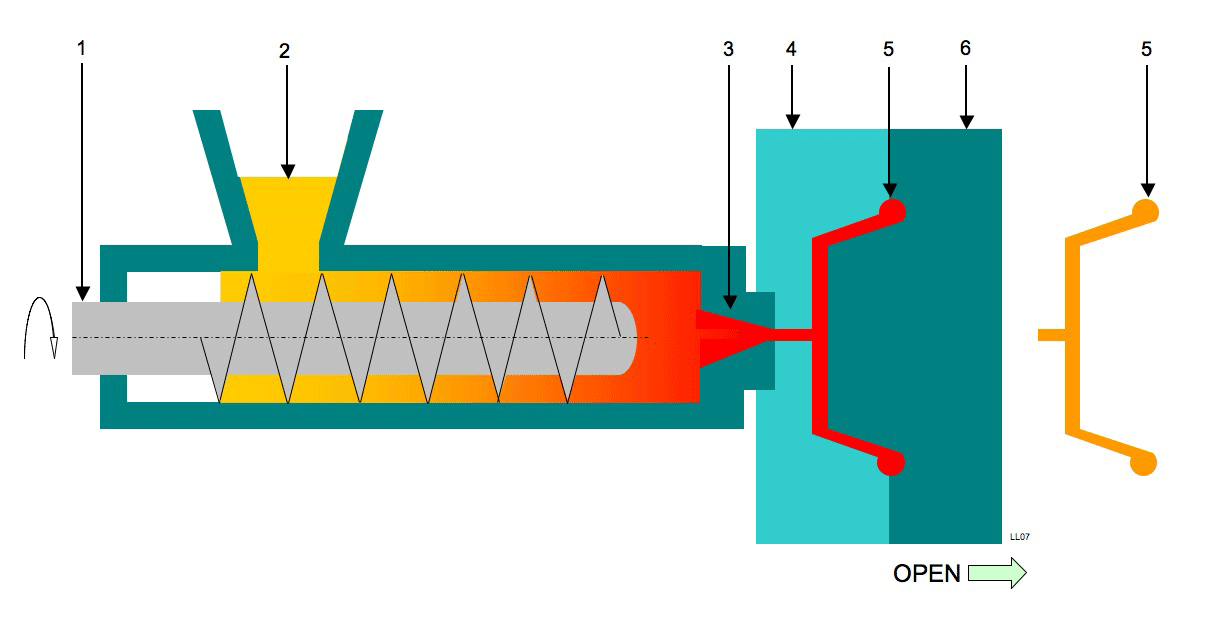
Технологічна схема роботи термопластавтомата:
1 — шнек
2 — дозувальний пристрій грануляту
3 — сопло
4 i 6: — половини прес-форми
5 — (червоним) порожнина форми з ливниковими каналами
5 — (жовтим) готовий виливок

Термопластавтома́т (ТПА) — інжекційно-ливарна машина (англ. Injection moulding machine) — автоматизована машина для лиття пластмас під тиском, є універсальним обладнанням для отримання поштучних виробів з пластмас.

## Технологічні особливості лиття на термопластавтоматах
Метод ливарного формування полімерів полягає в тому, що вихідний матеріал у вигляді гранул або порошку завантажується в бункер ливарної машини, де захоплюється обертовим шнеком і транспортується ним уздовж осі циліндра з підігрівом в його соплову частину, переходячи при цьому з твердого стану в стан розплаву. Далі розплав виштовхується за рахунок поступального переміщення шнека через спеціальне сопло у зімкнуту ливарну форму, що охолоджується. Після заповнення порожнини форми розплавом полімеру, що утримується в ній якийсь час під тиском, він остигає. Далі здійснюється розкриття ливарної форми і зняття готового виробу, а цикл формування повторюється.

## Класифікація термопластавтоматів
Основними параметрами, які мають найбільший вплив на конструкцію і техніко-економічні характеристики термопластавтоматів і які необхідні для розроблення універсальних та спеціальних конструкцій ливарних машин, є наступні:
- об'єм впорскування за цикл (об'єм виливки);
- об'ємна швидкість упорскування (час упорскування);
- тиск лиття;
- площа литва;
- зусилля замикання і розкриття прес-форми;
- хід рухомої плити, максимальна відстань між плитами, їх жорсткість та швидкохідність;
- пластифікаційна здатність і діапазон температур інжекційного циліндра.

## Будова термопластавтомата

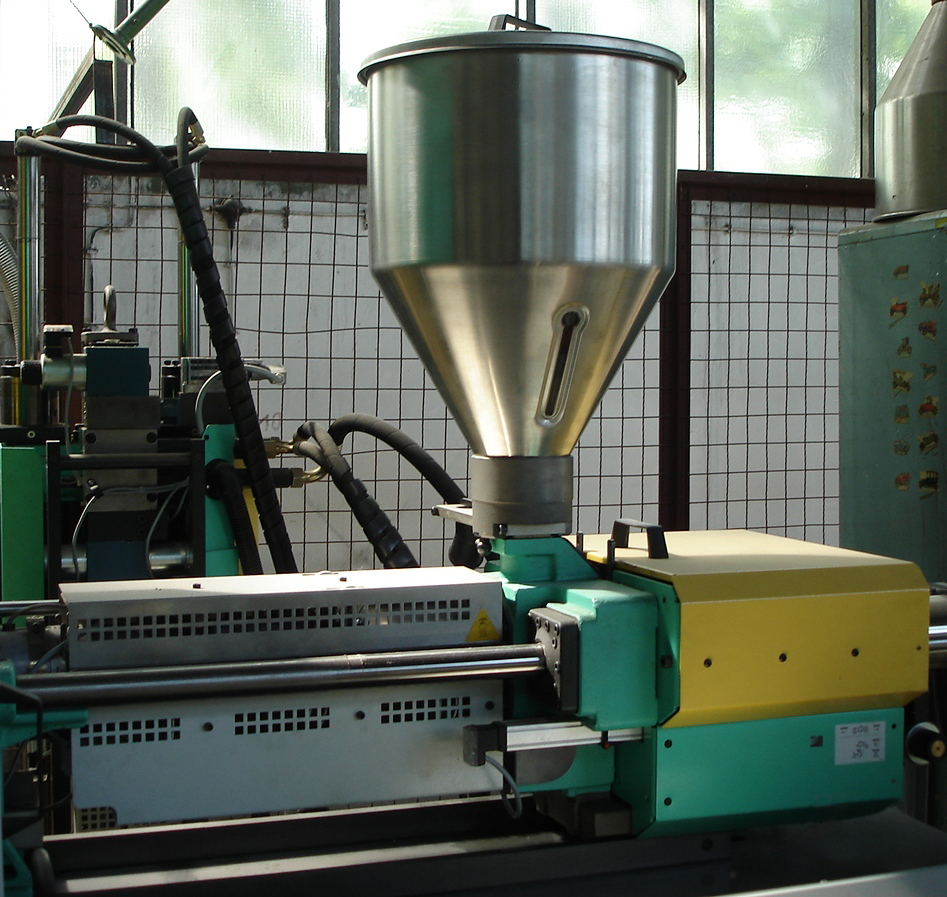
Бункер для гранульованої або порошкоподібної сировини

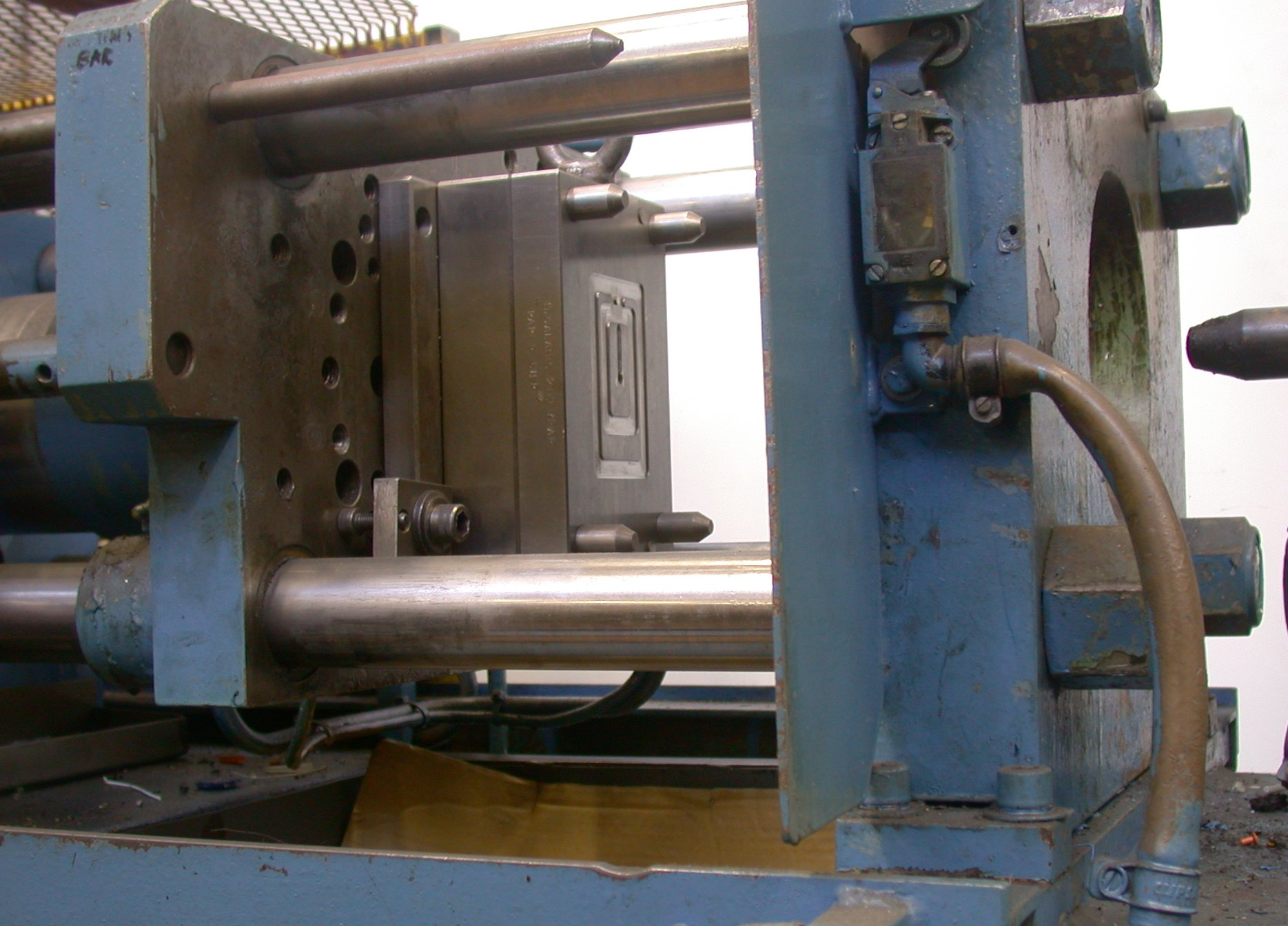
Механічна система дотискання і розкриття прес-форми

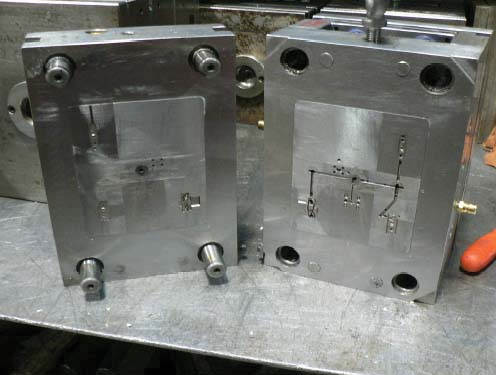
Типова прес-форма для лиття невеликих деталей

| 1 | Бункер для матеріалу № 1 |
| 2 | Дозатор №1               |
| 3 | Гідромотор № 1           |
| 4 | Гідроциліндр №1          |
| 5 | Манометри №1             |

| 6  | Робочий циліндр № 1      |
| 7  | Сопло №1                 |
| 8  | Бункер для матеріалу № 2 |
| 9  | Дозатор №2               |
| 10 | Гідромотор № 2           |

| 11 | Гідроциліндр №2     |
| 12 | Манометри №2        |
| 13 | Робочий циліндр № 2 |
| 14 | Сопло № 2           |

| 1 | Бункер для матеріалу № 1 |
| 2 | Дозатор №1               |
| 3 | Гідромотор № 1           |
| 4 | Гідроциліндр №1          |
| 5 | Манометри №1             |

| 6  | Робочий циліндр № 1      |
| 7  | Сопло №1                 |
| 8  | Бункер для матеріалу № 2 |
| 9  | Дозатор №2               |
| 10 | Гідромотор № 2           |

| 11 | Гідроциліндр №2     |
| 12 | Манометри №2        |
| 13 | Робочий циліндр № 2 |
| 14 | Сопло № 2           |

| 15 | Нерухома плита |
| 16 | Прес-форма     |
| 17 | Рухома плита   |

| 18 | Система виштовхування       |
| 19 | Шарнірно-важільний механізм |
| 20 | Задня плита                 |

| 21 | Направляюча колона (4 шт.) |
| 22 | Система охолодження        |

| 15 | Нерухома плита |
| 16 | Прес-форма     |
| 17 | Рухома плита   |

| 18 | Система виштовхування       |
| 19 | Шарнірно-важільний механізм |
| 20 | Задня плита                 |

| 21 | Направляюча колона (4 шт.) |
| 22 | Система охолодження        |

| 23 | Панель керування |
| 24 | Станина          |

| 25 | Розподільний щит |
| 26 | Сервопривод      |

| 27 | Промислові сигнальні ліхтарі |

| 23 | Панель керування |
| 24 | Станина          |

| 25 | Розподільний щит |
| 26 | Сервопривод      |

| 27 | Промислові сигнальні ліхтарі |

Бункер для матеріалуЗ бункера сировина дозується всередину циліндра, у який вона потрапляє завдяки обертовому руху шнека. У деяких різновидах термпластавтоматів одночасно до циліндра подається барвник.
ЦиліндрТруба, всередині якої гранулят пластифікується і переходить у стан розплаву
ШнекВирізняють три зони шнека:
A — попередня пластифікація полімеру і подавання його у зону стискування
B — зона стискування, полімер переходить у стан рідинно-плинного стану, матеріал інтенсивно перемішується та гомогенізується
C- кінцева зона, полімер у плинному стані остаточно доводиться до однорідного стану, нагромаджується на кінці шнека звідки він впорскується у порожнину прес-форми.
Характерні розміри шнека:
відношення довжини до діаметра від 15 до 25
крок витків шнека — від 0,8 до 1,2 діаметра шнека
боковий зазор між витками шнека і внутрішньою по верхньою циліндра — від 0,02 до 0,03 діаметра шнека
Привод шнекаОбертання шнека переважно забезпечується гідромотором від гідропривода. Використовується також і електропривод, що забезпечує вищу точність. Це актуально у разі виливанні малих деталей, коли істотною є висока точність і повторюваність отримуваних виливок.
Елементи нагріванняНайчастіше застосовуються електричні нагрівні елементи. Вони призначені для підтримання відповідної температури циліндра, від стінок якого нагрівається матеріал та переходить у плинний стан.
Муфта приводаЗавданням цього вузла є від'єднувати шнек від привода на час впорскування, коли шнек здійснює поступальний рух, працюючи як поршень.
Вузол виштовхуванняПризначений для відділення виготовленої деталі від форми. Ці механізми бувають гідравлічні, у яких виштовхування відбувається за допомогою гідравлічного двигуна за командою від системи керування, і механічні коли виштовхування деталі настає через упор форми, що відкривається в відповідний пуансон а також пневматичні, коли виливок відділяється від прес-форми дією тиску повітря, що подається між матрицею і вилитою деталлю.
Силові гідравлічні циліндриПризначені для розмикання та замикання форми а також для надання шнеку поступального руху при впорскуванні та дотискуванні розплаву у порожнину прес-форми при тисках 140…160 МПа.
Вузол замикання формиЧасто застосовується шарнірно-важільний механізм замикання форми. Призначений для утримування форми замкненою під час впорскування, коли тиск у формі зростає. Замикання форми також може забезпечуватись силовими гідроциліндрами. Таке рішення робить можливим зменшення габаритів термопластавтомата. Зазвичай реалізується за допомогою концентрично розташованих гідроциліндрів:
менший, внутрішній, що виконує закривання і відкривання форми;
більший, зовнішній, що відповідає за дотискування форми з відповідною силою, яка запобігає розкриванню форми в момент впорскування та витримування під тиском.
Системи охолодженняТермопластавтомат містить дві незалежних системи охолодження. Система охолодження оливи гідропривода, що понижує температуру оливи до значень у діапазоні 35…60 °C. Система охолодження форми, завданням якої є пониження температури виливка перед відкриттям прес-форми.
Система підігріву формиВеликі форми через ускладнену форму каналів ливникової системи містять систему підігрівання, що запобігає твердненню матеріалу у каналах. Ці системи поділяються на вбудовані (внутрішні) і зовнішні, що живляться і контролюються незалежно від системи керування ливарною машиною.

## Виробники термопластавтоматів
Найпоширеніші марки термопластавтоматів випускають компанії ENGEL (Австрія), Demag, Arburg, Battenfild, Krauss-Maffei (Німеччина), Haitian (Китай), Netstal (Швейцарія), LS (Південна Корея), BM Biraghi (Італія), Husky (Канада), Ferromatik (США). В Україні термопластавтомати випускаються Хмельницьким ТОВ «Полімермаш».